# Saison 1952-1953 de l'USMM Hadjout
 (septembre 2022).
- Si vous ne connaissez pas le sujet, laissez ce bandeau (vous pouvez alors contacter les auteurs).
- Si vous supprimez le contenu mis en cause (vous pouvez préalablement contacter les auteurs),

argumentez précisément cette suppression dans la page de discussion
(un manque de référence n'est pas un argument ; une recherche réelle de référence doit avoir été effectuée, être formellement documentée).
Chronologie
Saison précédente Saison suivante
La saison 1952-1953 de l'USM Marengo La saison 1952-1953 fut la cinquième de l'USM Marengo durant l'époque coloniale. Les matchs se déroulèrent essentiellement en Première division de la Ligue d'Alger, en Coupe Forconi ainsi qu'en Coupe de France. Ce fut sa première saison dans cette division.

## Parcours en 1redivision de la Ligue d'Alger
- Tirage au sort et compositions des groupes:

- Calendrier Ligue d'Alger de football, Première division, Groupe III, saison 1952-1953[1]:

| Phase aller       | Match 1               | Match 2             | Match 3               | Match 4               | Match 5              | Phase retour     |
| ----------------- | --------------------- | ------------------- | --------------------- | --------------------- | -------------------- | ---------------- |
| 28 septembre 1952 | U.S.A.F. / U.S.B.     | O.T.O. / S.C.A.     | U.S.M.M.C. / J.S.K.   | J.S.E.B. / A.S.T.A.   | G.S.A. / U.S.M.M.    | 1er janvier 1953 |
| 5 octobre 1952    | A.S.T.A. / U.S.M.C.C. | O.T.O / J.S.K.      | S.C.A. / U.S.A.F.     | U.S.B. / G.S.A.H.     | U.S.M.M. / J.S.E.B.  | 15 janvier 1953  |
| 19 octobre 1952   | G.S.A.H. / S.C.A.     | U.S.A.F. / J.S.K.   | O.T.O / A.S.T.A.      | U.S.M.M.C. / J.S.E.B. | U.S.B. / U.S.M.M.    | 25 janvier 1953  |
| 26 octobre 1952   | J.S.E.B. / O.T.O.     | A.S.T.A. / U.S.A.F. | J.S.K. / G.S.A.H.     | S.C.A. / U.S.B.       | U.S.M.M.C / U.S.M.M. | 1 février 1953   |
| 2 novembre 1952   | U.S.B. / J.S.K.       | G.S.A.H. / A.S.T.A. | U.S.A.F. / J.S.E.B.   | O.T.O. / U.S.M.M.C.   | U.S.M.M. / S.C.A.    | 8 février 1953   |
| 16 novembre 1952  | U.S.M.M.C / U.S.A.F.  | J.S.E.B. / G.S.A.H. | A.S.T.A. / U.S.B.     | A.S.T.A. / J.S.K.     | U.S.A.F. / U.S.M.M.  | 22 février 1953  |
| 30 novembre 1952  | S.C.A. / A.S.T.A.     | U.S.B. / J.S.E.B.   | G.S.A.H. / U.S.M.M.C. | U.S.A.F. / O.T.O.     | J.S.K. / U.S.M.M.    | 1 mars 1953      |
| 14 décembre 1952  | O.T.O. / G.S.A.H.     | U.S.M.M.C. / U.S.B. | J.S.E.B. / S.C.A.     | A.S.T.A. / J.S.K.     | U.S.A.F. / U.S.M.M.  | 15 mars 1953     |
| 21 décembre 1952  | J.S.K. / J.S.E.B.     | S.C.A. / U.S.M.M.C. | U.S.B. / O.T.O.       | G.S.A.H. / U.S.A.F.   | U.S.M.M. / A.S.T.A.  | 29 mars 1953     |

- Matchs de l'USM Marengo dans le Groupe I en Première division de la Ligue d'Alger de football, lors de la saison (1952-1953)

. 

## Compétitions
| ?? 0 points         | Premier tour éliminé par RC Maison Carrée 1-2 |
| 0 V 0 N 0 D         | 0 V 0 N 1 D                                   |
| TOTAL : 0 V 0 N 0 D |                                               |

### Division Promotion Honneur
| Date              | J  | Adversaire        | Lieu | Résultat | Buteurs pour l'USMM               | Références           |
| 28 septembre 1952 | 1  | GS Alger-Hydra    | Ext. | 2 - 4    | ? ?, Abbés ?, Ferhat ?, Bouanem ? | [ Rapport match 1 ]  |
| 5 octobre 1952    | 2  | JS El-Biar        | Dom. | 1 - 0    | Ferhat 75e (pen.)                 | [ Rapport match 2 ]  |
| 19 octobre 1952   | 3  | US Blida          | Ext. | 1 - 4    | Semane ?, Abbés ? , Bouanem ?     | [ Rapport match 3 ]  |
| 26 octobre 1952   | 4  | USM Maison-Carrée | Ext. | 2 - 2    | Ferhat 41e (pen.), Abbés 55e      | [ Rapport match 4 ]  |
| 2 novembre 1952   | 5  | SC Alger          | Dom. | 1 - 1    | Touhami 23e                       | [ Rapport match 5 ]  |
| 16 novembre 1952  | 6  | O Tizi-Ouzou      | Dom. | 3 - 0    | Abdet 35e 80e, Bouanem 65e        | [ Rapport match 6 ]  |
| 30 novembre 1952  | 7  | JS Kabylie        | Ext. | 1 - 1    | Abbés 14e                         | [ Rapport match 7 ]  |
| 14 décembre 1952  | 8  | USA Fort-de-l'Eau | Ext. | -        | -                                 | [ Rapport match 8 ]  |
| 21 décembre 1952  | 9  | AST Alger         | Dom. | -        | -                                 | [ Rapport match 9 ]  |
| 1er janvier 1953  | 10 | GS Alger-Hydra    | Dom. | -        | -                                 | [ Rapport match 10 ] |
| 15 janvier 1953   | 11 | JS El-Biar        | Ext. | -        | -                                 | [ Rapport match 11 ] |
| 25 janvier 1953   | 12 | US Blida          | Dom. | -        | -                                 | [ Rapport match 12 ] |
| 1er février 1953  | 13 | USM Maison-Carrée | Dom. | -        | -                                 | [ Rapport match 13 ] |
| 8 février 1953    | 14 | SC Alger          | Ext. | -        | -                                 | [ Rapport match 14 ] |
| 22 février 1953   | 15 | O Tizi-Ouzou      | Ext. | -        | -                                 | [ Rapport match 15 ] |
| 1er mars 1953     | 16 | JS Kabylie        | Dom. | 0 - 0    | -                                 | [ Rapport match 16 ] |
| 15 mars 1953      | 17 | USA Fort-de-l'Eau | Dom. | -        | -                                 | [ Rapport match 17 ] |
| 29 mars 1953      | 18 | AST Alger         | Ext. | -        | -                                 | [ Rapport match 18 ] |

#### Classement à la trêve hivernale
| Rang | Équipe             | Pts | J | G | N | P | Bp | Bc | Diff |
| ---- | ------------------ | --- | - | - | - | - | -- | -- | ---- |
| 1    | JS Kabylie         | 22  | 9 | 5 | 3 | 1 | 19 | 11 | +8   |
| 2    | US Blida           | 22  | 9 | 6 | 1 | 2 | 11 | 9  | +2   |
| 3    | USM Marengo        | 21  | 8 | 5 | 3 | 0 | 18 | 8  | +10  |
| 4    | SC Algérois        | 20  | 9 | 5 | 1 | 3 | 20 | 5  | +15  |
| 5    | O Tizi-Ouzou       | 19  | 9 | 4 | 2 | 3 | 13 | 7  | +6   |
| 6    | JS El-Biar         | 15  | 9 | 2 | 2 | 5 | 10 | 17 | -7   |
| 7    | USM Maison-Carrée  | 15  | 9 | 2 | 2 | 5 | 12 | 25 | -13  |
| 8    | GS Alger-Hydra     | 15  | 9 | 2 | 2 | 5 | 10 | 20 | -10  |
| 9    | AS Trèfle Algérois | 14  | 8 | 2 | 2 | 4 | 9  | 18 | -9   |
| 10   | USA Fort-de-l'Eau  | 13  | 9 | 1 | 2 | 6 | 6  | 4  | +2   |

- Champion de Promotion Honneur

- Vice-champion de Promotion Honneur

- Relégué

### Coupe Forconi
| Date            | Tour         | Adversaire       | Stade (ville) | Résultat | Buteurs pour l'USMM |
| 2 novembre 1952 | Premier tour | RC Maison Carrée |               | 2 - 1    | Abbés 87e           |